# Kaznilnica odrešitve
Kaznilnica odrešitve (v izvirniku angleško The Shawshank Redemption) je ameriški dramski film režiserja Franka Darabonta iz leta 1994. Film je posnet po noveli ameriškega pisatelja Stephena Kinga z naslovom Rita Hayworth and Shawshank Redemption, scenarij je po knjižni predlogi napisal Darabont. Posnet je bil v studiih Castle Rock Entertainment, v glavnih vlogah sta zaigrala Tim Robbins in Morgan Freeman.

## Zgodba
Zgodba govori o bančniku Andyju Dufresneju (Tim Robbins), ki je leta 1947 obsojen umora svoje žene in njenega ljubimca, zaradi česar se znajde v zaporu Shawshank State Prison, izmišljeni kaznilnici v Maineu. Kljub vsem težavam v krutem okolju zapora, ki ga vodi pokvarjeni nadzornik Samuel Norton (Bob Gunton), zaradi vztrajnosti ne obupa. Andy, ki vseskozi trdi, da je bil po krivem obsojen umora svoje žene, ohrani upanje s pomočjo svoje iznajdljivosti in sojetnika Ellisa Boyda Reddinga, z vzdevkom »Red« (Morgan Freeman), s katerim postaneta prijatelja. Tako Andy ugotovi, da Red v zapor lahko pretihotapi tudi stvari, ki jih sicer ni moč dobiti in si na ta način priskrbi geološko kladivce, s katerim nato iz različnih kamnov izdeluje šahovske figure.
Nekega dne med delom presliši, kako se poveljnik paznikov Hadley (Clancy Brown) pritožuje nad visokimi davki. Andy mu razloži, kako se lahko izogne plačilu davka na premoženje, s čimer prisluži sebi in sodelavcem kratek predah in pivo. Govorice o njegovih sposobnostih se hitro razširijo po zaporu in s časom začne davčne napovedi urejati vsem paznikom, pa tudi paznikom iz sosednjih zaporov. Obenem začne pomagati tudi v zaporniški knjižnici, za katero mu po vztrajnem pisanju uspe dobiti precejšnjo količino knjig.
Upravnik zapora kmalu zatem začne zapornike izkoriščati kot ceneno delovno silo za javna dela, s čimer bogato služi, Andyja pa prisili, da zanj pod lažno identiteto pere denar v zameno za lastno zaporniško celico, dovoljenje za urejanje knjižnice ter nekatere druge ugodnosti.
Leta 1965 v zapor prispe Tommy Williams, ki je obsojen zaradi ropa. Ko mu Andy pove, zaradi česa se je znašel v zaporu, mu Tommy pove, da mu je eden od njegovih bivših sojetnikov priznal, da je izvedel zelo podoben umor. Ko za to zve upravnik, se zboji, da bo Andy po izpustitvi iz zapora javnosti razkril podrobnosti o njegovih nečednih poslih. Zato se Andy znajde v samici, Tommyja pa po upravnikovem ukazu ustrelijo pazniki med zrežiranim poskusom pobega. Ko se Andy upre, da ne bo več pral denarja, mu upravnik zagrozi, da mu bo ukinil vse ugodnosti.
Kmalu zatem Andy pove Redu, da namerava pobegniti v Mehiko, njemu pa predlaga, naj pride za njim, ko bo izpuščen iz zapora. Da mu tudi natančna navodila, naj po prihodu iz zapora poišče travnik v okolici Buxtona ter vzame nekaj, kar je Andy pustil tam. Naslednji dan je Andyjeva celica prazna, in po naključju v njegovi celici odkrijejo rov, ki ga je Andy s svojim kladivcem kopal 20 let in ga uporabil za pobeg na prostost. Zgodba pokaže, kako se je Andy skozi rov v steni in kanalizacijsko cev prebil iz zapora ter nato z lažno identiteto izpraznil upravnikov račun, zgodbo o umazanih poslih pa razkril medijem. Zapor obkoli policija, upravnik pa v strahu pred kaznijo naredi samomor.
Po 40 letih kazni je tudi Red pogojno izpuščen iz zapora in odloči se poiskati tisto, kar mu je naročil Andy. Najde kovinsko škatlo z denarjem in pismo, zato se odpravi v Mehiko, kjer se končno sreča z Andyjem.

## Predvajanje
Film je ob predvajanju v kinematografih doživel mlačen odziv, predvsem zato, ker je izšel hkrati z uspešnicami Forrest Gump, Hitrost in Šund. Z zaslužkom 28,3 milijona dolarjev so ustvarjalci komaj pokrili stroške, ki so uradno znašali 25 milijonov. Nominiran je bil za sedem oskarjev in več drugih nagrad, a sta večino nagrad tisto leto prejela filma Forrest Gump in Šund. Šele kasneje, z izdajo za domači video, je film počasi pridobil kultni status in danes se konstantno uvršča pri vrhu različnih lestvic najboljših filmov vseh časov.